# カッテンストゥッツ

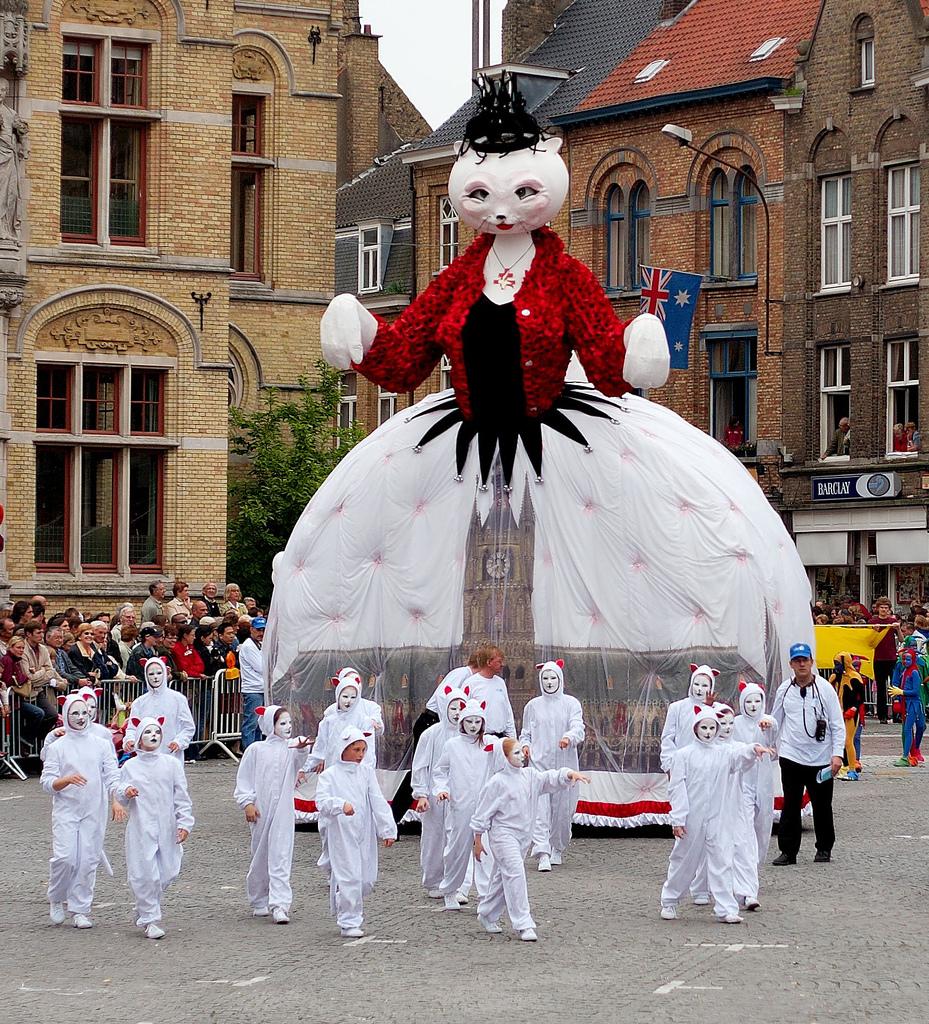
ミネケ・プス（Minneke Poes）:「カッテンストゥッツ」の巨大な猫の一つ

カッテンストゥッツ（蘭: Kattenstoet, 「猫祭り」）は、ベルギー イーペルで開催される、猫に捧げられるパレードである。 このパレードは1955年から行われており、通常5月の第2日曜に開催される。2015年5月10日に第44回が開催され、2018年5月13日に第45回が開催された。このパレードは、イーペルで中世から伝統的に行われていた、猫を衣料会館の鐘楼から下にある広場へ投げる猫投げの行事を記念して行われている。

## 背景
猫投げの起源については様々な伝承がある。可能性のある一つの説として、猫は魔術と関連があり、猫投げは悪霊の殺害を象徴するというものがある。 この意味で行われたイベントのうち一番新しい記録は1817年である。
もう一つの説は、害獣を駆除するために猫が衣料会館(Lakenhallen)に持ち込まれたというものである。近代的な暖房や保管法が導入される以前の寒い時期、羊毛は衣料会館の上の階に保管されていた。春の訪れとともに、羊毛は売られ、猫は鐘楼のそとに放り出された。

## 現代のフェスティバル

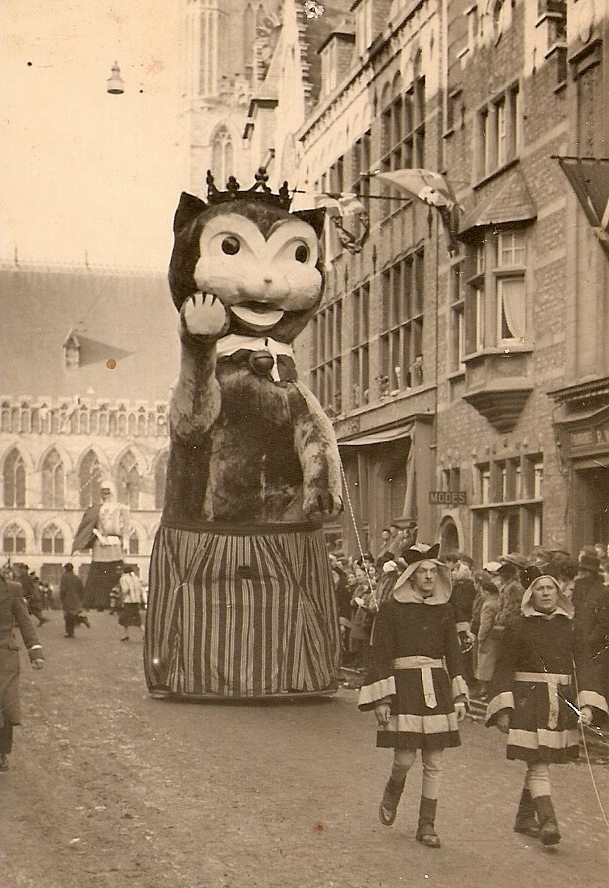
1950年代のカッテンストゥッツ

フェスティバルの伝統復活の象徴として、道化師が衣料会館の鐘楼から豪華なおもちゃの猫を下にいる群衆に投げ、群衆はおもちゃの猫をつかむために、手を広げる。鐘楼からの猫投げに続いて魔女の火刑の真似が行われる。パレードの参加者はしばしば猫、魔女、ねずみ、あるいは昔の市民の扮装をする。フェスティバルでは吹奏楽の演奏や馬上行進もおこなわれる。2012年のパレードでは約2,000人が参加した。
このフェスティバルは、ベルギーで人気のある観光イベントの一つであり、イーペル周辺地域の観光に貢献している。2000年のフェスティバルには8,000人が訪れた。
2021年に開催される予定だった第46回は、新型コロナウイルス感染症の流行を受けて一旦は2022年に延期されることになったが、流行の収束の見通しが立っていないことから、2022年1月に中止が決定した。